# Дмитровка (Вышгородский район)
Дмитровка (укр. Дмитрівка, до 2016 г. — Петровское) — село, входит в Вышгородский район Киевской области Украины.
Население по переписи 2001 года составляло 121 человек. Почтовый индекс — 07323. Телефонный код — 4596. Занимает площадь 1,2 км². Код КОАТУУ — 3221888602.

## Известные уроженцы
- Дмитрий Кваша — Герой Советского Союза .
- Козленко, Николай Харитонович — Народный артист УССР.

В братской могиле с. Петровское похоронены Герои Советского Союза Рафаил Фроимович Лев  и Николай Игнатьевич Назимов.

## Местный совет
с. Толокунь, вул. Набережна,1  (укр.)

## Галерея
- ул. Льва Р.Ф.
- Заброшенная хата
- ул. Назимова .Н.И.
- ул. Назимова .Н.И. Конец села
- Братская могила советских воинов, где похоронен Герои Советского Союза Льва Р.Ф., Назимова Н.И.